# 石ケ谷公園
石ケ谷公園（いしがだにこうえん、英語: Ishigatani Park）は、兵庫県明石市大久保町にある総合公園 である。

## 概要
藤江海岸から北に直線距離で約5キロメートル、JR大久保駅から直線距離で北東に約3.3キロメートル、標高約85メートルの丘陵地にある公園。第二神明道路北側に隣接しており大久保IC北側ウェルカムゲートを通して人の出入りができる。開園は、1981年（昭和56年）10月24日。2006年（平成18年）4月から指定管理者制度 を導入し、 (財) 明石市緑化公園協会からしんきパーク＆スポーツマネジメント共同事業体に運営管理業務が変更された。16haある敷地内には明石中央体育会館、乗馬場、放牧場、ウォーク・ランニングコース、梅林、ハーブガーデン、レクリエーションや花見などが行える野外活動広場、恐竜を模した大型複合遊具がある「あそびの丘」などの施設があり、スポーツや各種の学習、集会、レクリエーションなど、文化活動の場としても利用されている。梅や桜の開花期には多くの人たちが観賞に来園し、市民の憩いの場となっている。メイン施設の多目的体育会館は延床面積7,980平方メートルで、大小2つの競技場、会議室、ロビー、自販機コーナー、ラウンジ等の施設を備えている。350台収容できる無料駐車場は、公園西側に隣接している。公園内での犬の散歩は可能。

### 花見
紅白あわせて約1000本の梅が咲く明石市内でも規模の大きい梅の名所で例年の見頃は2月下旬ごろとなる。桜は、駐車場すぐの「野外活動広場」周辺に約500本が囲むように咲き多くの花見客で賑わう。気象条件にもよるが、毎年4月上旬頃に満開を迎える。特に休日は駐車場が満車状態となっている。

### 年表
- 1979年（昭和54年） - 石ケ谷公園の整備に着手[4]。
- 1981年（昭和56年）10月24日 - 供用を開始。
- 2012年（平成24年）2月15日 - 全ての遊具をリニューアルし、“明石っこ夢と冒険『あそびの丘』”がオープン。

## 地理
明石市は、明石海峡と淡路島が目の前に広がる兵庫県南部の中央に位置し、東経135度の日本標準時子午線が通過している。市の東部及び北部は神戸市（垂水区、西区）に、西部は加古川市、加古郡（稲美町、播磨町）に接している。神戸市内から20キロメートル圏域、大阪市内からは50キロメートル圏域に位置している。明石市の面積は49.25キロ平方メートル、東西15.6キロメートル（海岸線は 15.9キロメートル）、南北9.4キロメートルで瀬戸内海に面した東西に細長いまちを形成しており、播磨平野の東部で周辺は印南台地と呼ばれる河岸段丘となっている。明石の地形は、丘陵と平坦な土地の組み合わせが特徴 で市内での最高地は明石市大久保地区北部で標高94.6メートル。この丘陵地の西南方向約800メートルの標高80メートルから90メートル地点に公園が整備された。明石市の土地利用の変遷をみると、1976年度（昭和51年度）の時点では大久保地区北部には樹林が広がっていたが、石ケ谷公園や明石クリーンセンターの最終処分場、明石市石ケ谷墓園などが整備され樹林は減少している。石ケ谷公園は、東経135度の子午線上にある明石市立天文科学館から直線距離で北西に約8キロメートル、南の藤江海岸からは直線距離で約5キロメートル、最寄り駅のJR山陽本線大久保駅からだと直線距離で北東に約3.3キロメートルの位置にある。

## 施設

### その他施設
- 明石っこ夢と冒険『あそびの丘』（大型複合遊具施設）[7]
- 乗馬場[8]
- 放牧場
- ウォーク・ランニングコース（400メートルから1,500メートル）
- 梅林 （約1000本が2月下旬から3月にかけて見頃）
- 石ケ谷ハーブガーデンズ
- 野外活動広場（桜約500本）
- 芝生広場
- バーベキュー許可エリア（無料・要予約・利用可能期間：3月から10月の土日祝日）[9]
  - 利用時間は10時から16時(片付け・清掃を含む)、24区画。事前予約が必要
- 無料駐車場（350台）

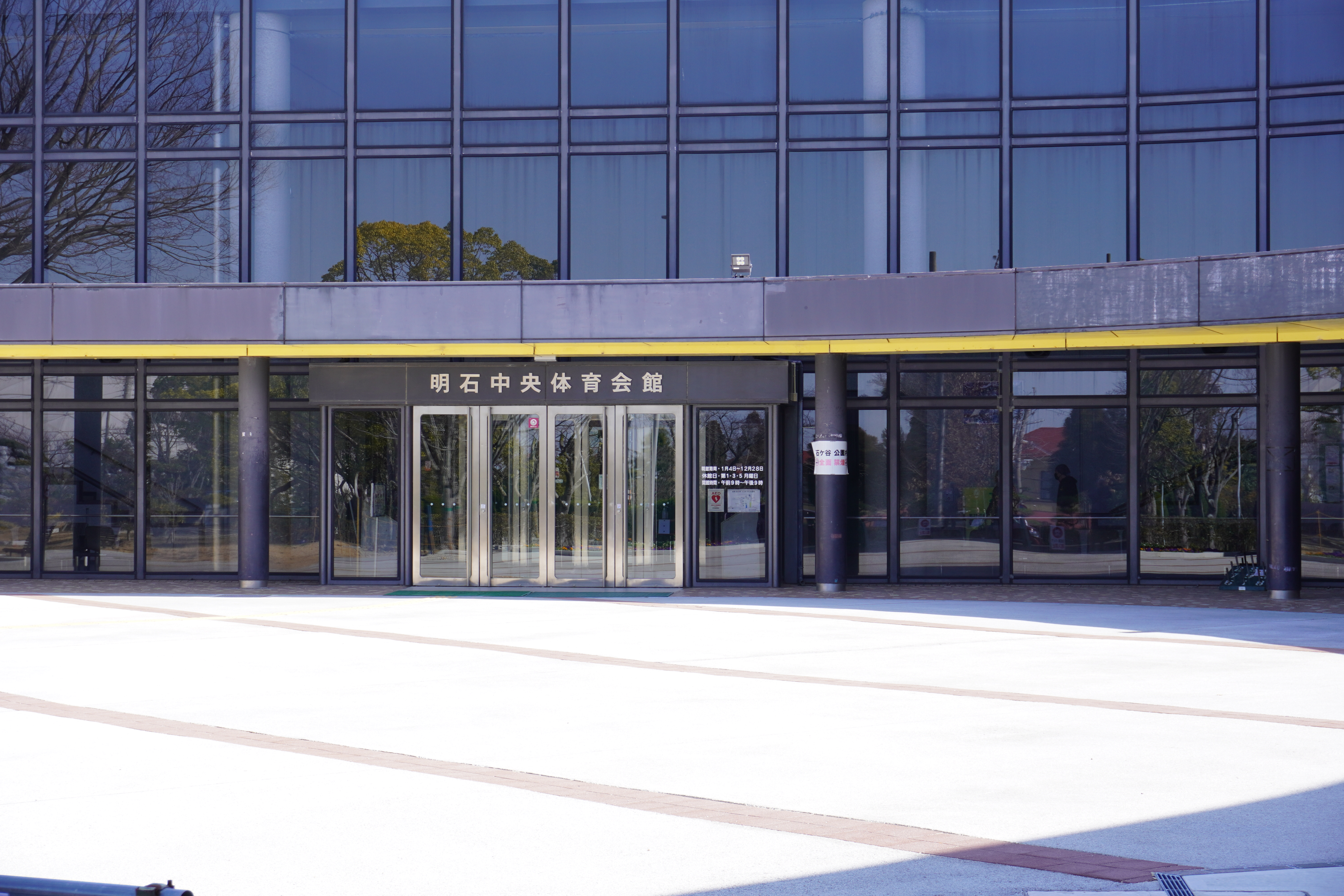
明石中央体育会館
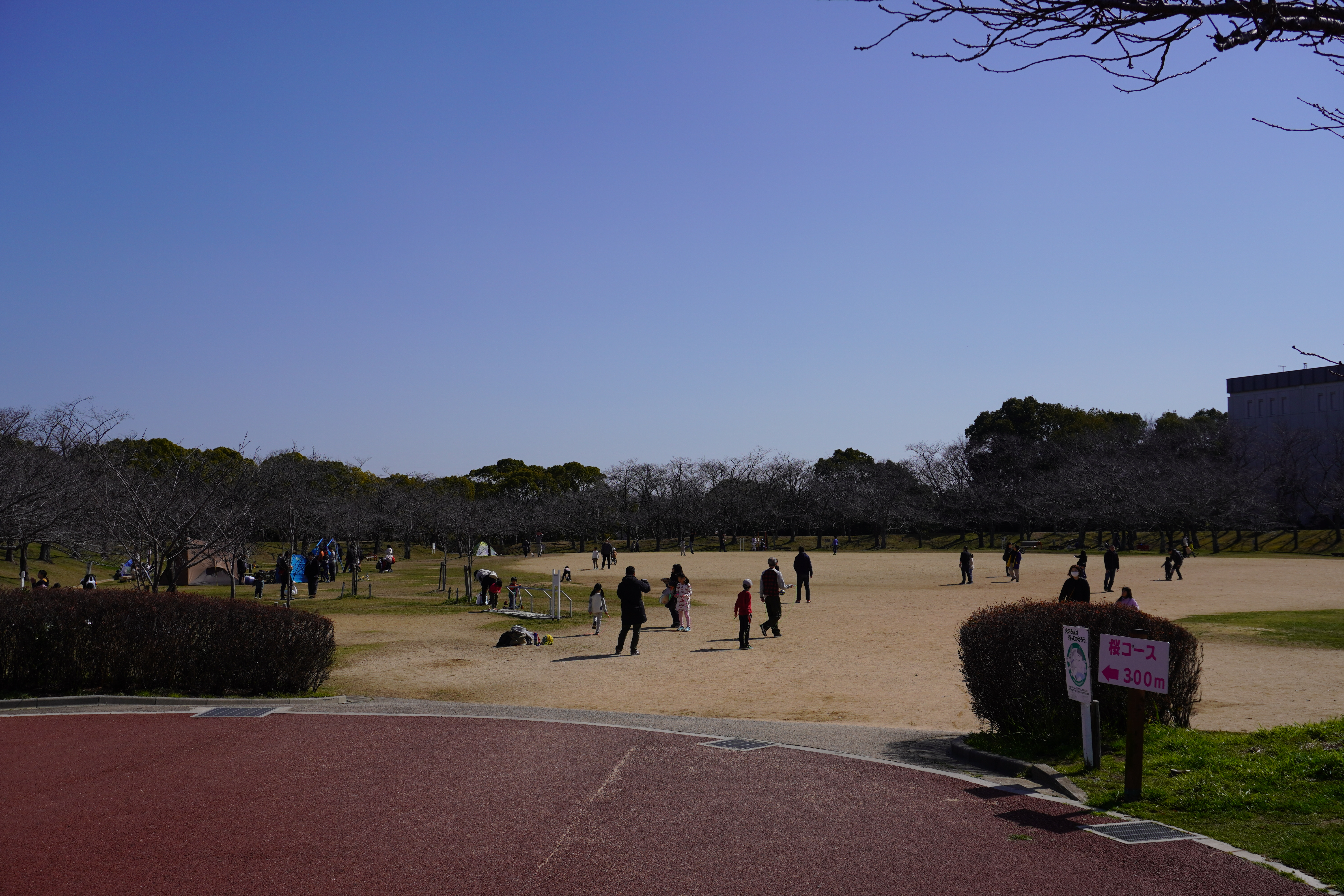
野外活動広場
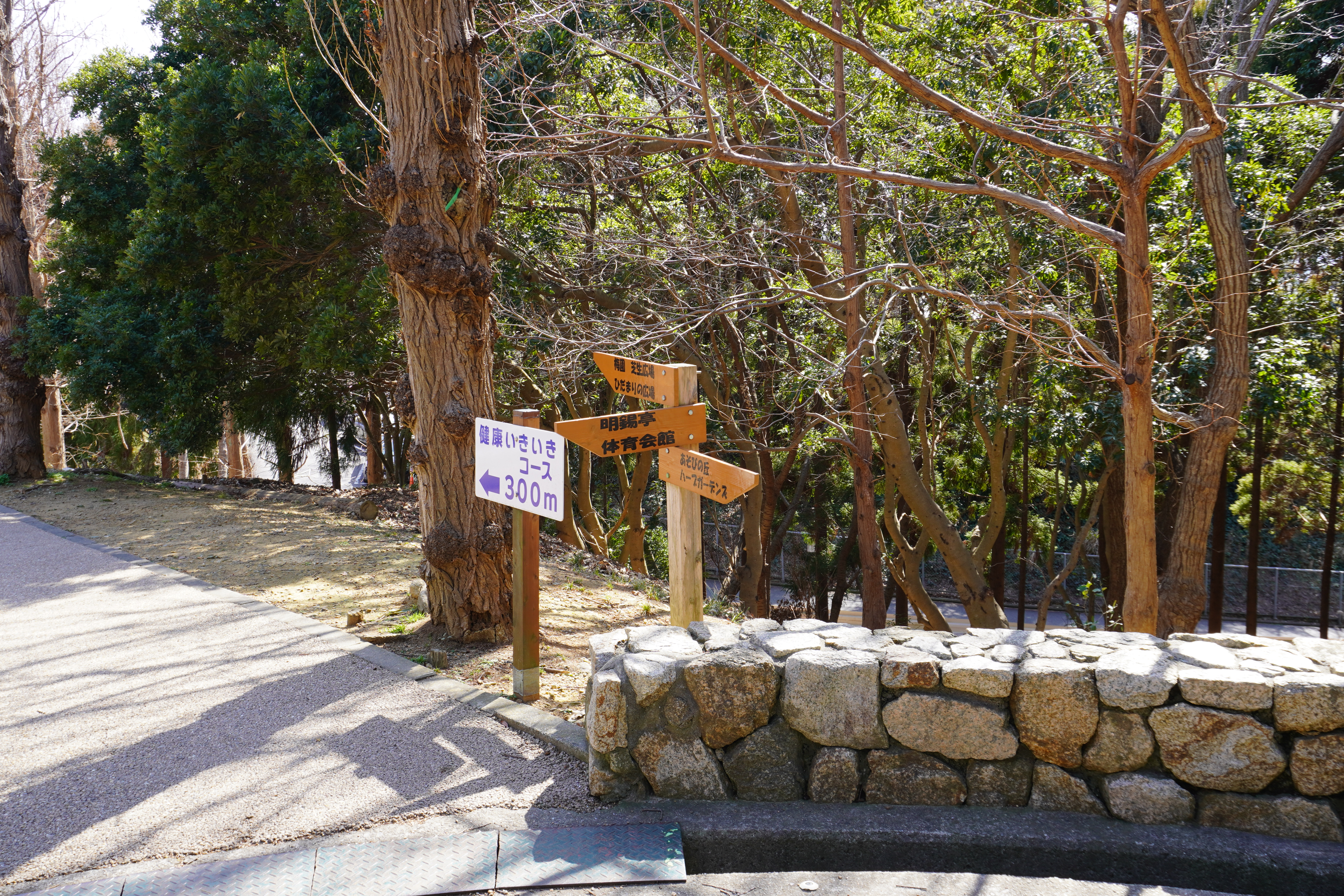
ランニングコース
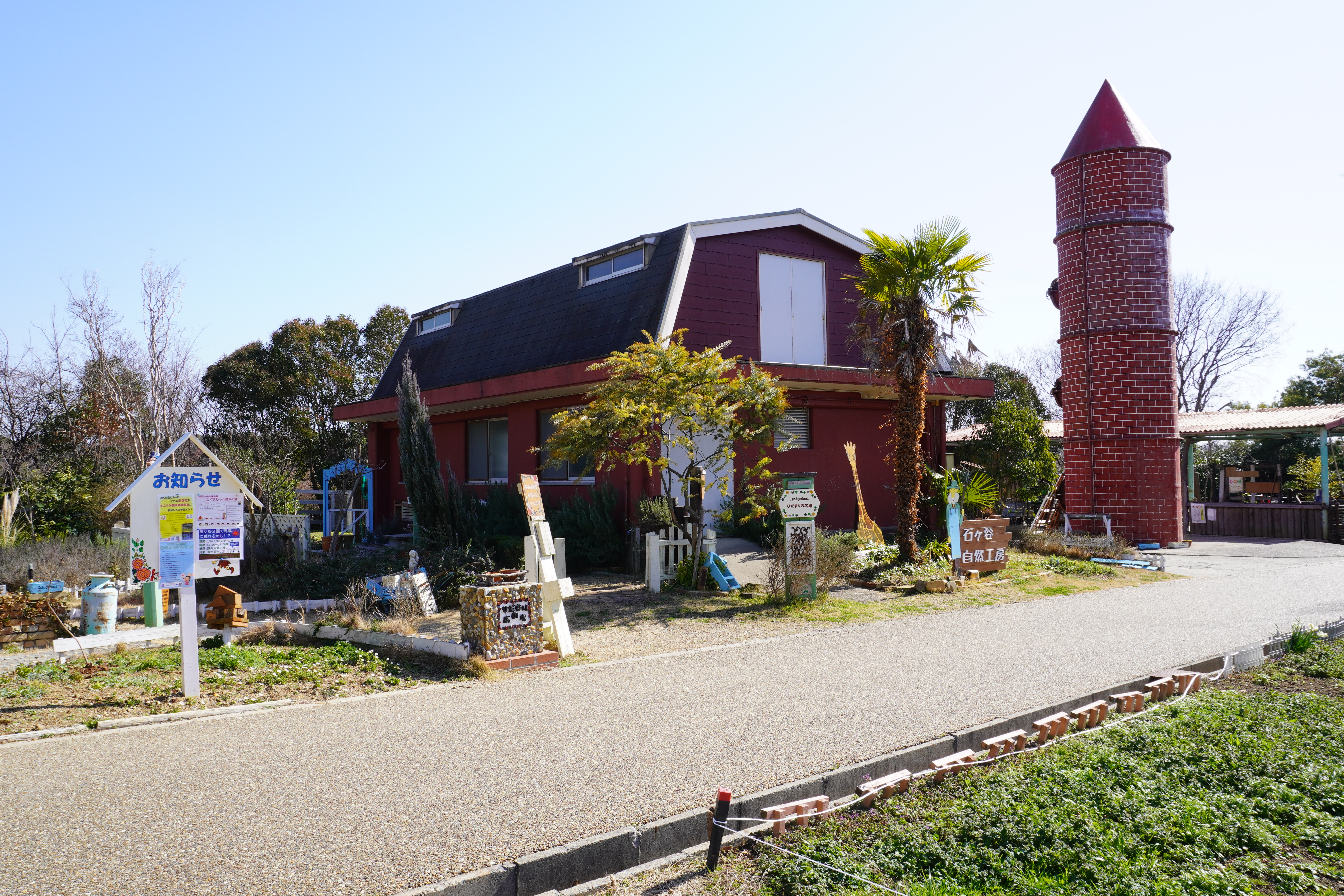
公園とサイト
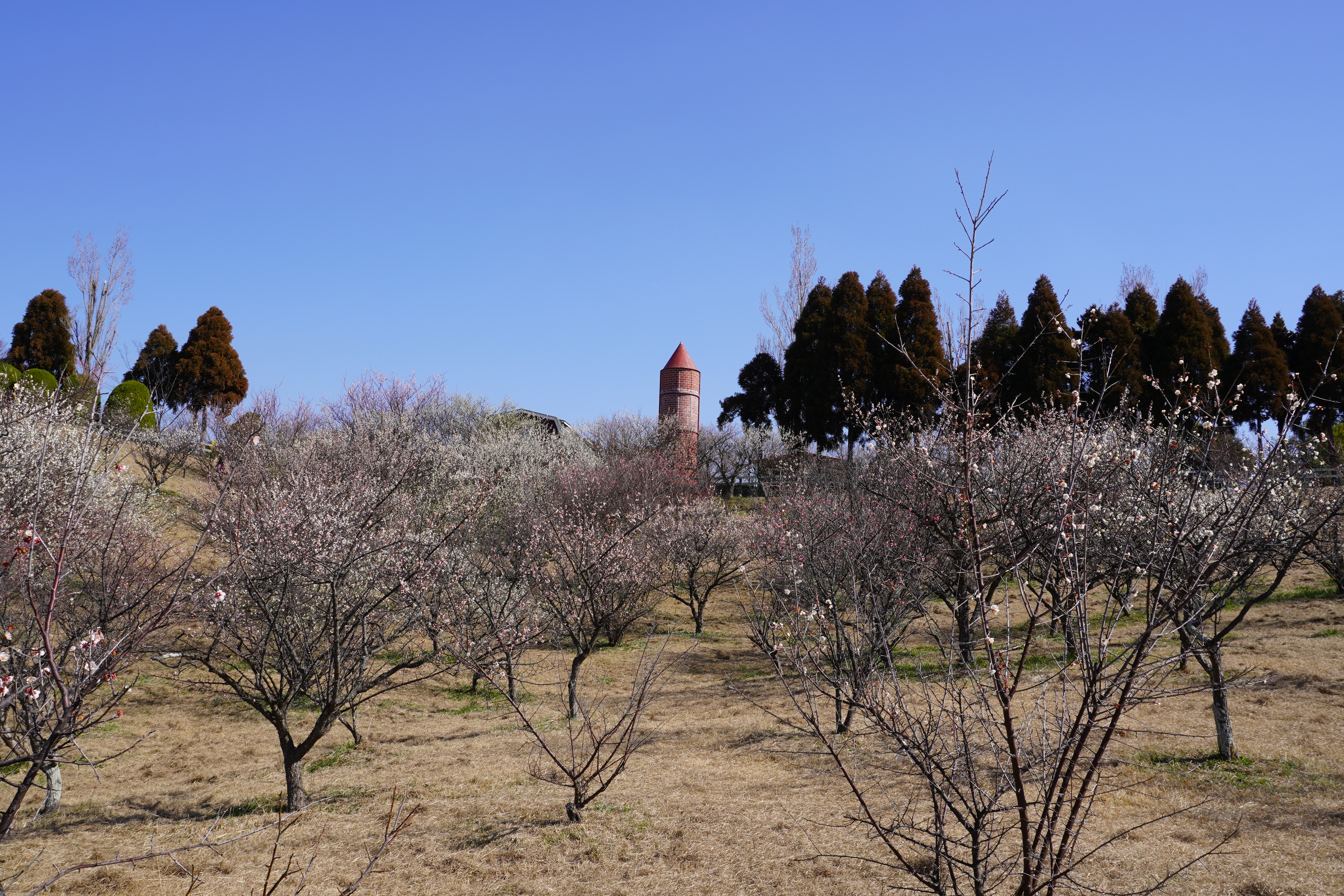
梅林
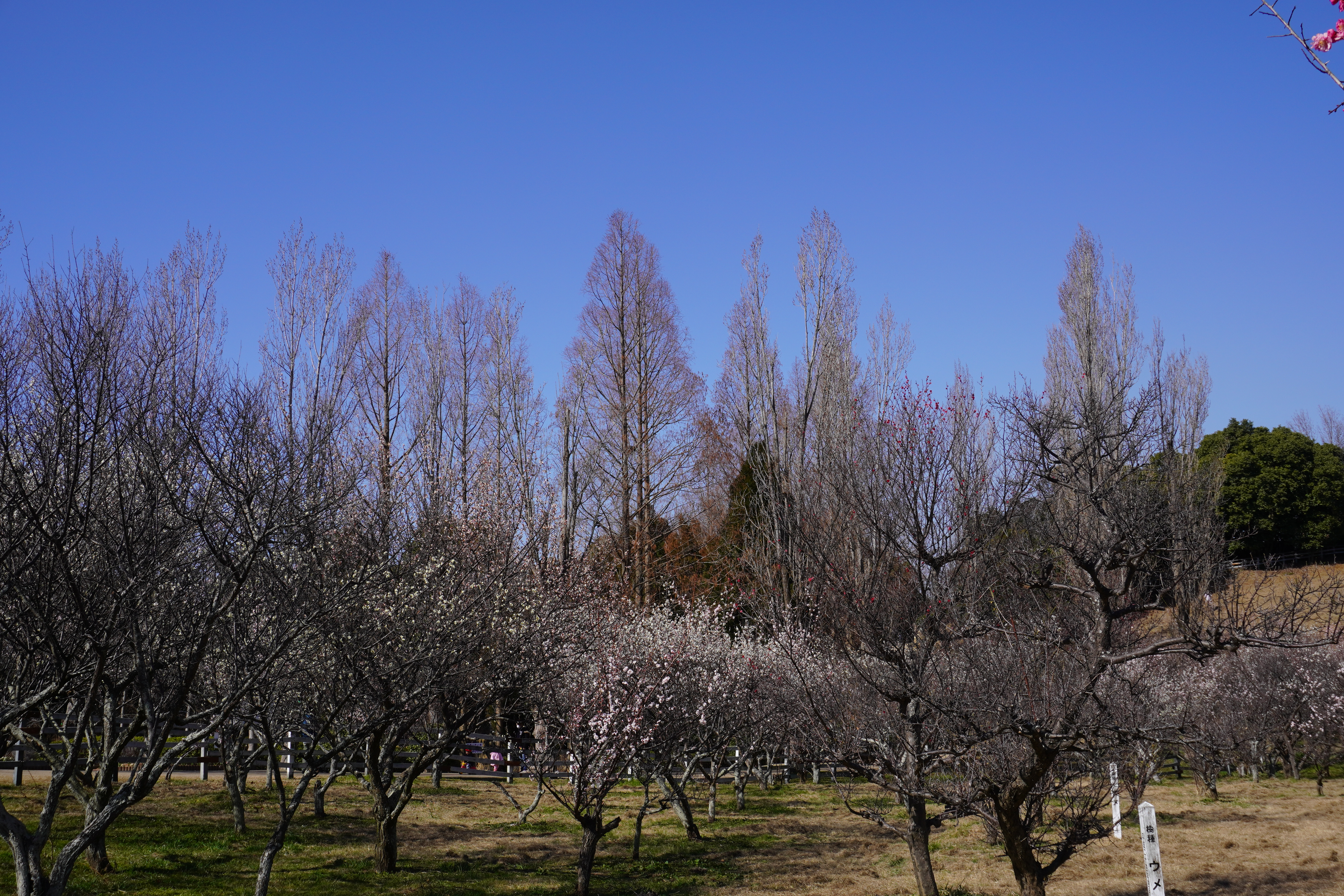
梅林
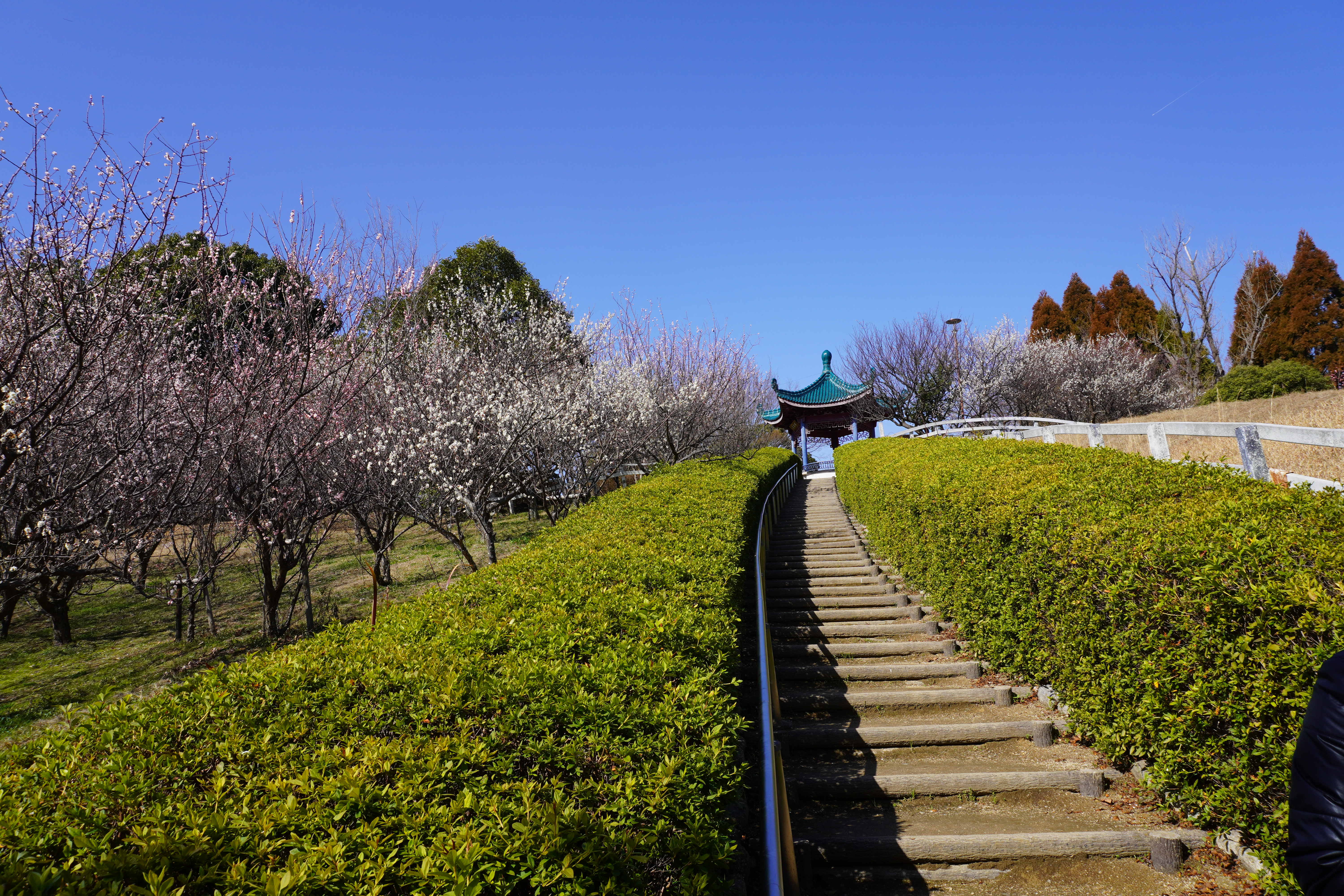
梅林
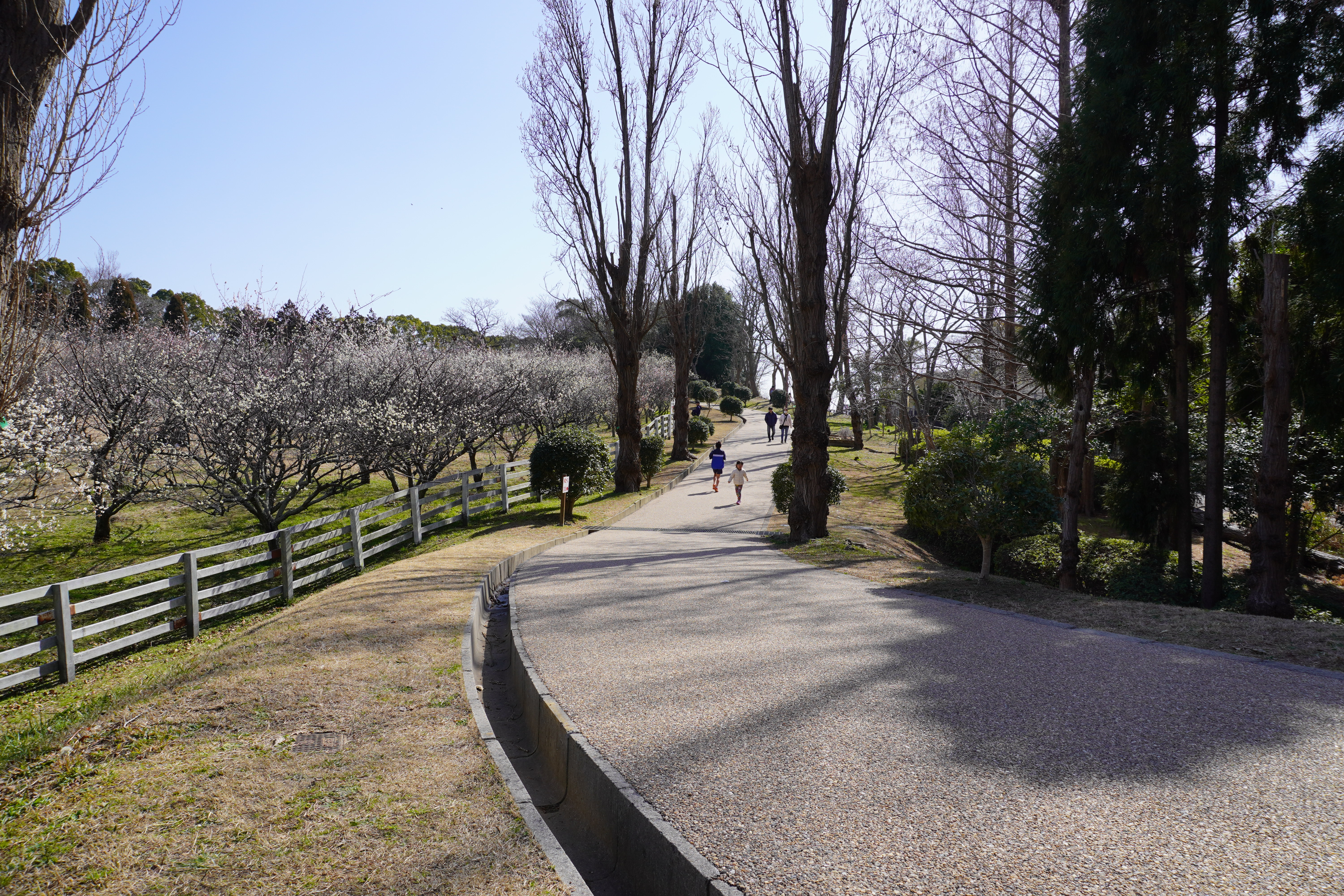
梅林
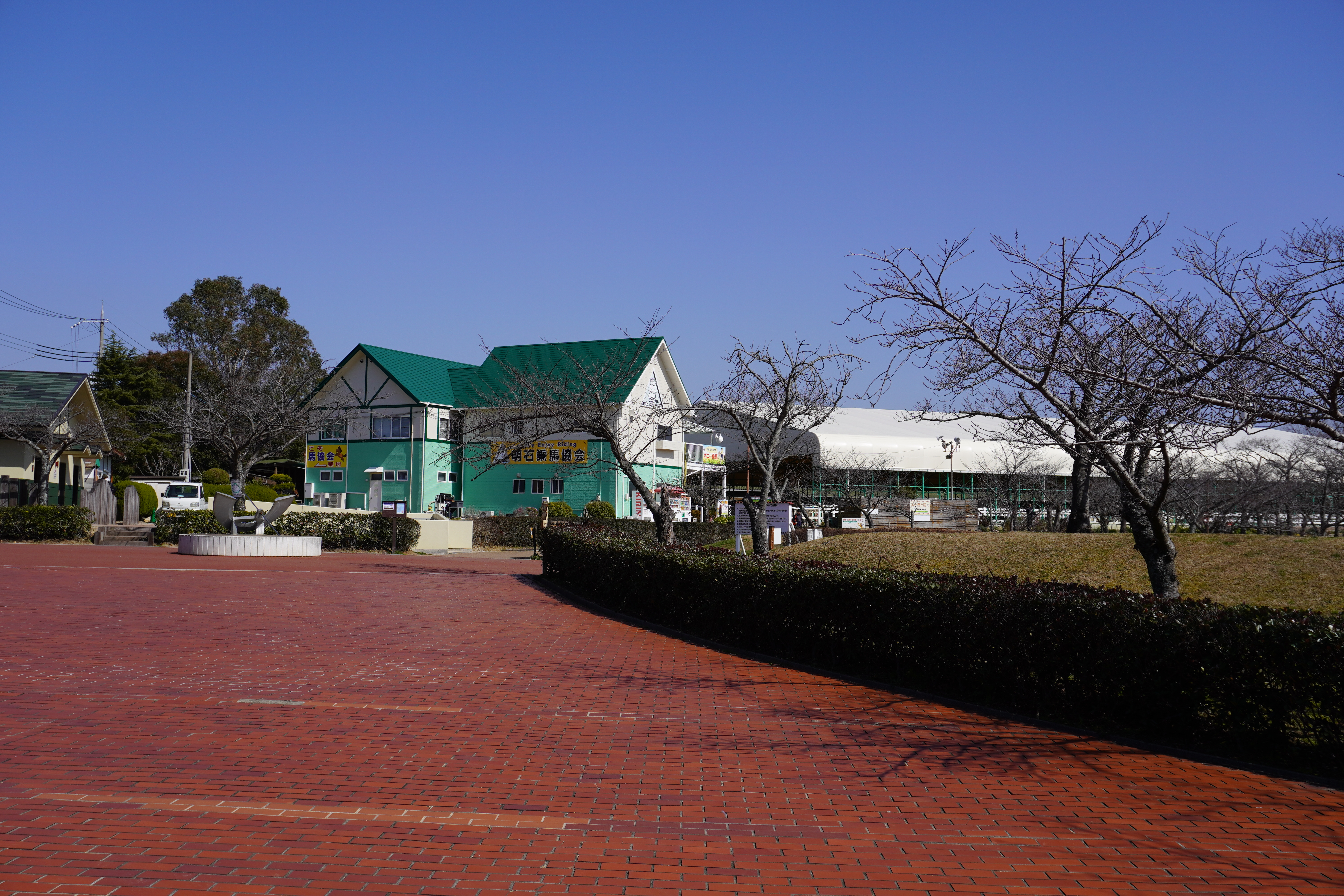
明石乗馬協会
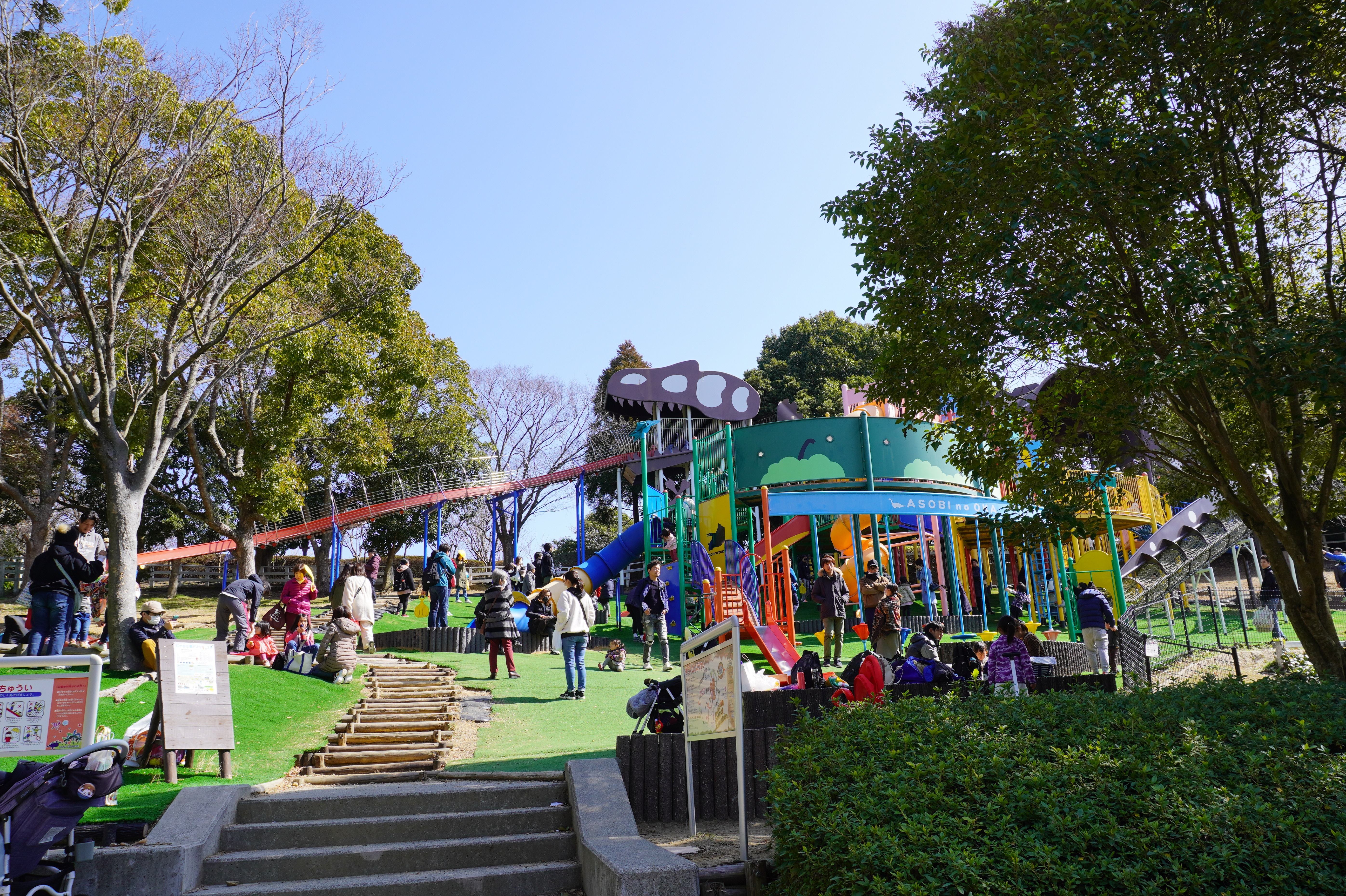
恐竜を模した大型複合遊具

## アクセス

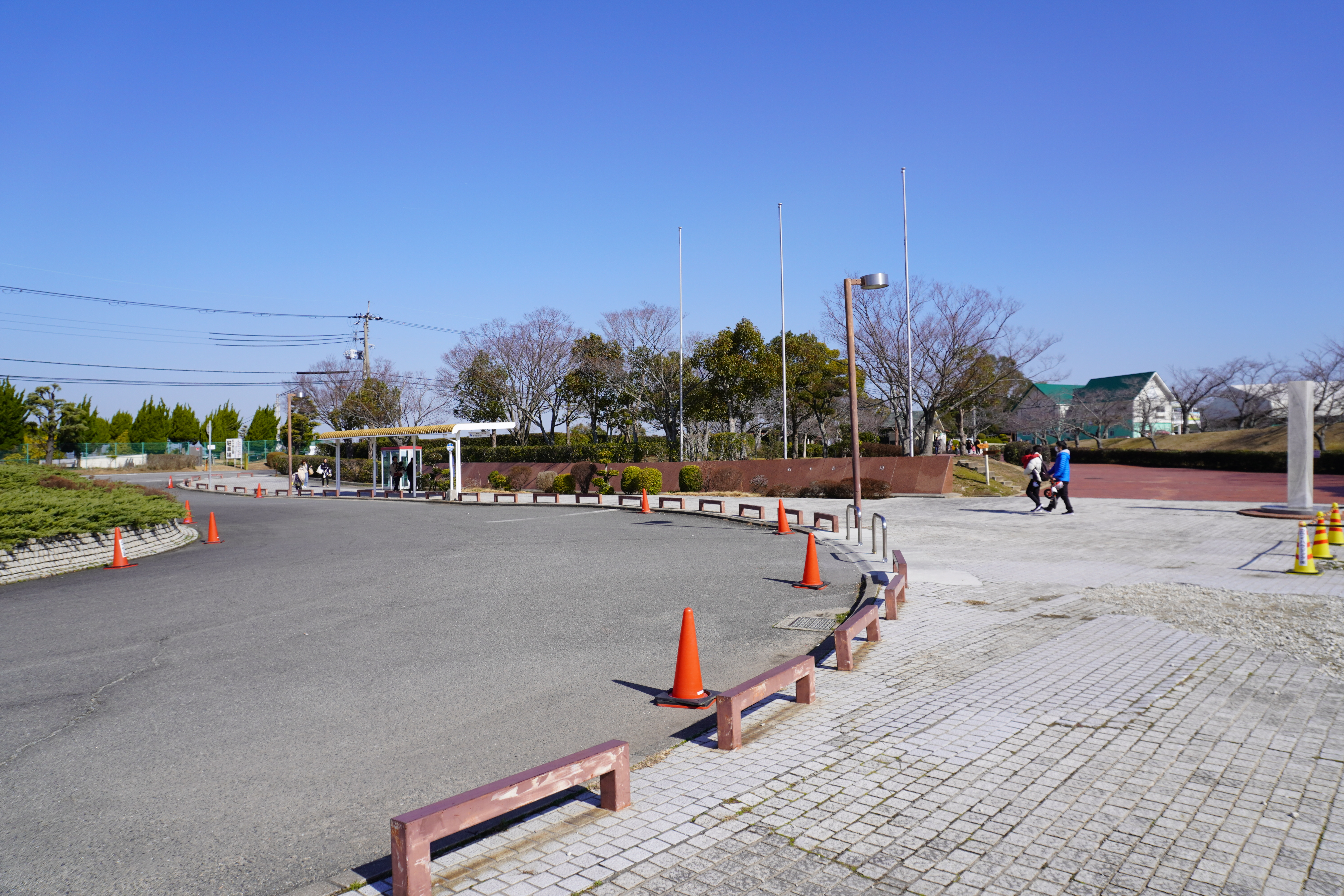
明石中央体育会館バス停

### 鉄道
- JR山陽本線大久保駅から北に徒歩約1時間(4キロメートル)

### 路線バス
- JR山陽本線大久保駅北口を出て、バスで約10分[10]
  - 神姫バス 47系統「高丘4丁目西」行き、45系統「高丘巡回天郷」行き、49系統「高丘循環」で停留所（高丘1丁目）下車徒歩約10分。
  - 午前中のみ6系統「明石クリーンセンター」行きで、停留所（明石中央体育会館）下車すぐ。（1時間に1本と少ない）

### 自動車
- 第二神明道路大久保ICから約7分(3キロメートル)
- 国道2号大久保東交差点から北に約7分(3.5キロメートル)

## 周辺施設
- 兵庫県立明石公園
- 兵庫県立図書館
- 兵庫県立舞子公園
- 明石市立天文科学館
- 明石市立文化博物館
- 明石市立図書館
- 明石市立西部図書館